# Clintonia umbellulata
Clintonia umbellulata är en liljeväxtart som först beskrevs av André Michaux, och fick sitt nu gällande namn av Thomas Morong. Clintonia umbellulata ingår i släktet Clintonia och familjen liljeväxter. Inga underarter finns listade.

## Bildgalleri

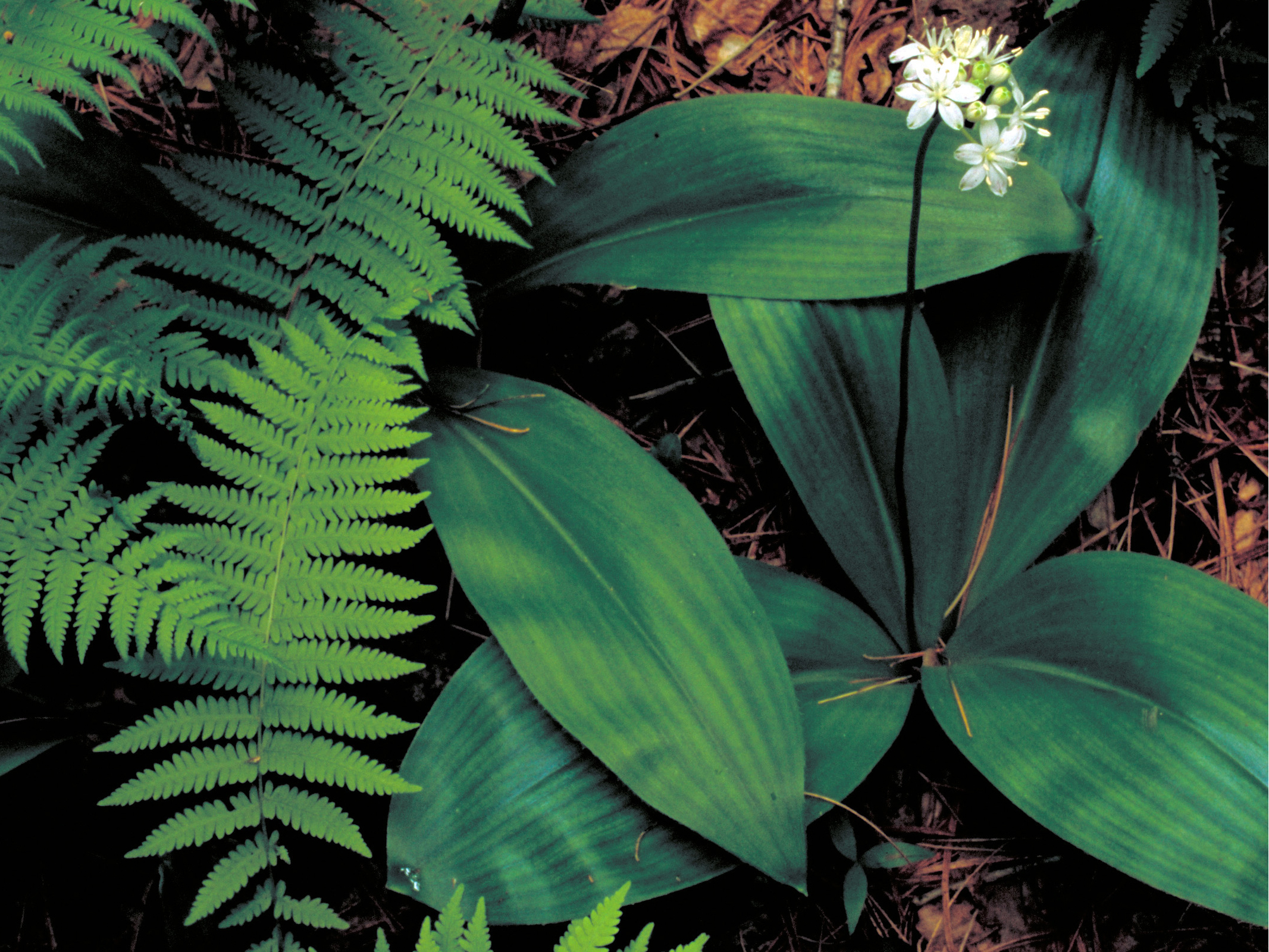